# Lijst van kunstwerken in het Mauritshuis/D
Lijst van kunstwerken in het Mauritshuis en de Galerij Prins Willem V in Den Haag met werken van kunstenaars van wie de naam begint met de letter D. Vermeldingen in het grijs geven aan dat het werk geen deel meer uitmaakt van de collectie, bijvoorbeeld omdat het in bruikleen gegeven is aan een andere instelling of omdat het teruggegeven is aan de bruikleengever.
| Inventaris-nummer | Maker                               | Titel | Datering      | Type          | Afbeelding |
| ----------------- | ----------------------------------- | --- | ------------- | ------------- | ---------- |
| 843               | Gerard David                        | Boslandschap | Ca. 1510-1515 | Schilderij    |            |
| 877               | Gerard David                        | Maria met kind | Ca. 1515      | Schilderij    |            |
| 725               | Naar Gerard David                   | De bewening | Ca. 1540-1545 | Schilderij    |            |
| 1158              | Ronaldina van Dedem                 | Portret van F.J. Duparc                                                                                               | 2002          | Beeldhouwwerk |            |
| 26                | Dirck van Delen                     | De Ridderzaal tijdens de vergadering van de Staten-Generaal in 1651                                                   | Ca. 1651      | Schilderij    |            |
| 791               | Abraham van Dijck                   | Slapende oude man | 1656          | Schilderij    |            |
| 798               | Toegeschreven aan Abraham van Dijck | Het afscheid van Benjamin                                                                                             | Ca. 1650      | Schilderij    |            |
| 712               | Philip van Dijk                     | Portret van Mathias Lambertus Singendonck Zie Portretten van Mathias Lambertus Singendonck en Agneta Catharina Hoeuft | Ca. 1715      | Schilderij    |            |
| 713               | Philip van Dijk                     | Portret van Agneta Catharina Hoeuft Zie Portretten van Mathias Lambertus Singendonck en Agneta Catharina Hoeuft       | Ca. 1715      | Schilderij    |            |
| 29                | Philip van Dijk                     | Dame bij haar toilet                                                                                                  | Ca. 1720-1730 | Schilderij    |            |
| 27                | Philip van Dijk                     | Judith met het hoofd van Holofernes                                                                                   | 1726          | Schilderij    |            |
| 28                | Philip van Dijk                     | Luitspeelster | Ca. 1725      | Schilderij    |            |
| 30                | Philip van Dijk                     | De boekhouder | Ca. 1725      | Schilderij    |            |
| 228               | Heinrich Dittmers                   | Portret van een man                                                                                                   | 1664          | Schilderij    |            |
| 31                | Simon van der Does                  | Herderin en herder met schapen en geiten                                                                              | 1711          | Schilderij    |            |
| 346               | Naar Dominichino                    | De Sibille van Cumae                                                                                                  | 1616-1821     | Schilderij    |            |
| 32                | Gerard Dou                          | De jonge moeder | 1658          | Schilderij    |            |
| 33                | Gerard Dou                          | Meisje met een lamp                                                                                                   | Ca. 1660-1670 | Schilderij    |            |
| 34                | Joost Cornelisz. Droochsloot        | Dorpsgezicht Zie Dorpsgezicht en Rivierlandschap                                                                      | 1652          | Schilderij    |            |
| 35                | Joost Cornelisz. Droochsloot        | Rivierlandschap Zie Dorpsgezicht en Rivierlandschap                                                                   | 1652          | Schilderij    |            |
| 799               | Guillam Dubois                      | Duinlandschap met weg en kerk                                                                                         | 1649          | Schilderij    |            |
| 554               | Guillam Dubois                      | Heuvelachtig landschap met water                                                                                      | 1652 of 1657  | Schilderij    |            |
| 320               | Gaspard Dughet                      | Berglandschap | 1630-1675     | Schilderij    |            |
| 74                | Karel Dujardin                      | Landschap met herderin                                                                                                | 1642-1678     | Schilderij    |            |
| 760               | Karel Dujardin                      | Italiaans landschap met een jonge herder, spelend met zijn hond                                                       | Ca. 1660-1665 | Schilderij    |            |
| 1095              | Karel Dujardin                      | Italiaans landschap met vee                                                                                           | Ca. 1660-1670 | Schilderij    |            |
| 73                | Karel Dujardin                      | De watervallen bij Tivoli                                                                                             | 1673          | Schilderij    |            |
| 75                | Naar Karel Dujardin                 | Jonge herder die een geit melkt                                                                                       | 1642-1826     | Schilderij    |            |
| 440               | Cornelis Dusart                     | Boerenherberg | 1680-1704     | Schilderij    |            |
| 408               | Willem Cornelisz. Duyster           | Een staande officier                                                                                                  | Ca. 1625-1635 | Schilderij    |            |
| 239               | Anthony van Dyck                    | Portret van Peeter Stevens Zie Portretten van Peeter Stevens en Anna Wake                                             | 1627          | Schilderij    |            |
| 240               | Anthony van Dyck                    | Portret van Anna Wake Zie Portretten van Peeter Stevens en Anna Wake                                                  | 1628          | Schilderij    |            |
| 242               | Anthony van Dyck                    | Portret van Quintijn Simons                                                                                           | Ca. 1632-1635 | Schilderij    |            |
| 243               | Naar Anthony van Dyck               | Portret van Andreas Colijns de Nole                                                                                   | 1628-1700     | Schilderij    |            |
| 472               | Naar Anthony van Dyck               | Portret van Jan VIII, graaf van Nassau-Siegen                                                                         | 1634-1883     | Schilderij    |            |
| 823               | Naar Anthony van Dyck               | Simson en Delila | 1850-1936     | Schilderij    |            |